# Кросби, Аннетт
Аннетт Кросби (англ. Annette Crosbie; род. 12 февраля 1934) – шотландская актриса.   Она известна прежде всего своей ролью Маргарет Мелдрю в комедийном сериале BBC «Одной ногой в могиле» (1990–2000), где играла с Ричардом Уилсоном.

## Биография
Кросби родилась в Горбридже в семье  родителей-пресвитерианцев, которые не одобряли её желания стать актрисой .   Тем не менее, она присоединилась к театральной школе Бристоль Олд Вик,  будучи подростком. Её профессиональный прорыв произошёл в 1970 году, когда Аннетт получила роль Екатерины Арагонской в телесериале BBC «Шесть жен Генриха VIII», за который  получила телевизионную премию BAFTA 1971 года за лучшую женскую роль. В 1973 году она снялась вместе с Ванессой Редгрейв в телепроекте  «Картина Кэтрин Мэнсфилд».
Она дважды выиграла   премию  BAFTA TV за лучшую женскую роль  и была номинирована  за   роль второго плана в мюзикле 1976 года «Туфелька и роза».

## Личная жизнь
Кросби ранее была замужем за   Майклом Гриффитсом (c 1966 по 1985 год), отцом  её сына Оуэна и дочери Селины, которая также является актрисой.
Она является борцом за благополучие грейхаундов.   В 2003 году актриса  была избрана президентом Лиги против жестоких видов спорта –благотворительной организации по защите животных, борющейся за запрет    охоты на лис, зайцев и оленей, отстрела дичи и боёв животных.

## Избранная фильмография
- Цыганка (1965) – миссис Уайт
- Следуй за мной (1972) – мисс Фрамер
- Люди Черчилля (1975) – Элизабет Раш
- Властелин колец (1978) –   Галадриэль, королева эльфов (озвучка)
- Горе невинным (1984) –  Кирстен Линдстром
- Таггерт (1987) –   Мэгги Дэвидсон
- Одной ногой в могиле (1990–2000) – Маргарет Мелдрю
- Чернобыль: Последнее предупреждение (1991) –  доктор Галина Ивановна Петрова
- Папа должен похудеть (1991) –  мать-настоятельница
- Надувательство (1997) –   миссис Камминс
- Джонатан Крик (1997) –  доктор Ингрид Стрэндж
- Девочки из календаря  (2003) –   Джесси
- Книжный магазин Блэка (2004) –   Му-Ма
- Убийства в Мидсомере (2005) –   Амелия Пламмер
- Крошка Доррит (2008) –   тётя мистера Ф.
- Доктор Кто (2010) –   миссис Анджело
- Каникулы мечты (2014) –   Дорин
- Чем дальше в лес… (2014) –   бабушка
- Викарий из Дибли (2015) –   Пипкин
- Папашина армия (2016) –   Кисси Годфри
- Генрих IX (2017) –   Шарлотта, королева-мать
- Вызовите акушерку (2019) –    Клэрис Милгроув, бывшая суфражистка